# 1004
Cette page concerne l'année 1004  du calendrier julien. Pour l'année 1004 av. J.-C., voir 1004 av. J.-C.
L'année 1004 est une année bissextile qui commence un samedi.

## Événements
- Octobre : 
  - Le roi khitan Yelü Longxu envahit le sud du Hebei et menace Kaifeng, la capitale chinoise. Après un revers à Shanyuan (aujourd'hui Puyang), sur la rive nord du fleuve Jaune, les Khitans y font la paix en janvier 1005 avec les Chinois qui doivent verser un tribut annuel de 3 000 kg d'argent et de 200 000 rouleaux de soie[1].
  - Le sultan ghaznévide Mahmud de Ghazni quitte Ghazni pour attaquer le Pendjab. Le râja de Bathinda (Bhatiya), au sud de Lahore est battu[2]. Les habitants de Bathinda qui ne veulent pas se convertir à l'Islam sont passés au fil de l'épée (1005)[3].

- Formation de la ligue de Mayapan, alliance militaire conclue entre les cités de Chichén Itzá, Uxmal et Mayapan[4]. Début de la renaissance maya à Chichén Itzá (fin en 1221-1224).

### Europe
- 14 mai[5] : Henri II, empereur romain germanique, est proclamé roi de Lombardie à Pavie et couronné le lendemain. Son compétiteur Arduin d’Ivrée tente de reprendre le trône après son départ et se maintient jusqu'en 1014.
- Printemps : Basile II entreprend le siège de la forteresse de Vidin sur le Danube qu'il prend aux Bulgares au bout de huit mois[6].
- 15 août[7] : Le tsar Samuel de Bulgarie met à sac Andrinople, espérant contraindre Basile II à lever le siège de Vidin[6].
- Septembre :
  - Bataille de Skopje (Uskub)[8]. Les Byzantins reprennent le butin pris par les Bulgares à Andrinople et s'emparent de la ville[6].
  - Une expédition entreprise par l’empereur Henri II chasse de Prague Boleslas Ier de Pologne qui, trahi par les Bohémiens, doit abandonner la Bohême ; Henri occupe Budyšyn[9] après avoir rétabli Jaromir sur le trône[10].
- 13 novembre : l'abbé de Fleury Abbon est assassiné alors qu'il tente de réformer le monastère de La Réole[11] ; Gauzlin devient abbé de Saint-Benoît-sur-Loire après sa mort (1004-1030)[12].

- Début du règne de Sanche III de Navarre, aussi appelé Sancho III Garcés, Sanche le Grand ou Sancho III el Mayor, roi de Navarre, qui dominera toute l’Espagne chrétienne (fin en 1035)[13].
- Rivalité entre Pise et Lucques ; les Lucquois sont battus à Aqualunga[14] ; cette rivalité témoigne de l’émancipation des villes et des évêques par rapport aux empereurs, les villes pouvant désormais mener des politiques indépendantes.
- La ville de Pise est pillée par des pirates arabes[15].
- Assemblée tenue à l'abbaye de Psalmodi en présence des évêques Frotaire de Nîmes et Héribald d'Uzès à l'occasion du rétablissement par Wernerius (Garnier) du monastère abandonné en 908 après sa destruction par les Sarrasins[16].